# テキストブラウザ

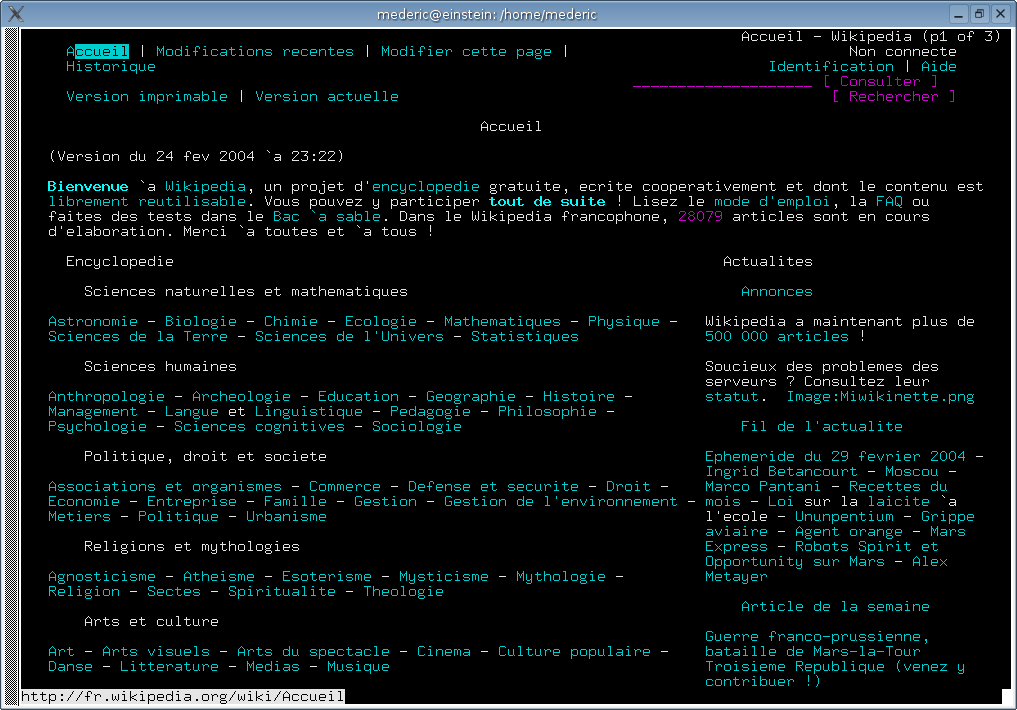
Linksのスクリーンショット。

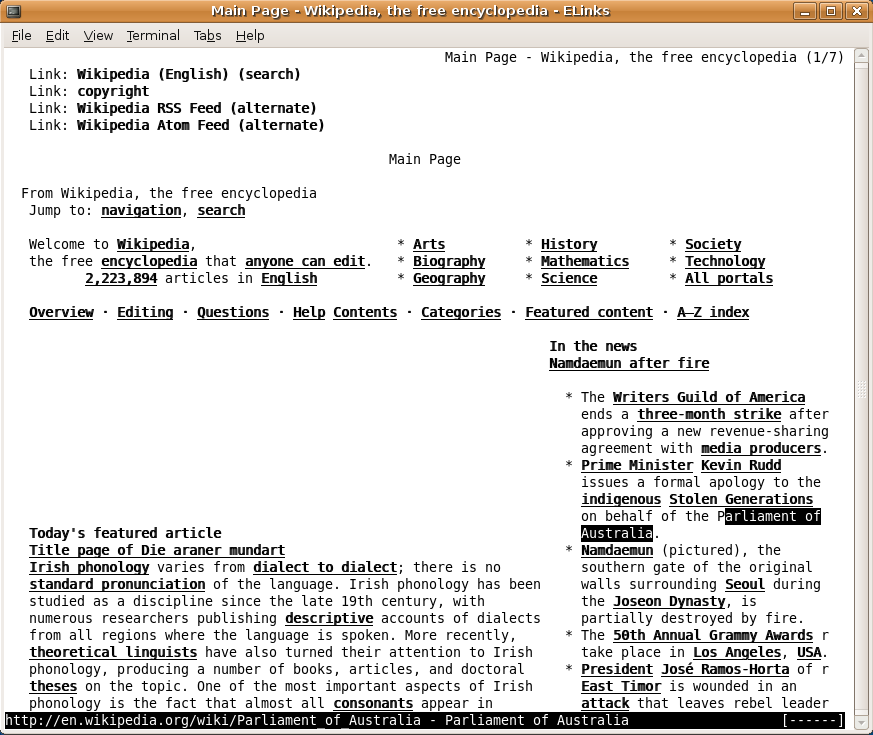
ELinksのスクリーンショット。

テキストブラウザ（英語: Text-based web browser）とは、ウェブページのテキストのみ描写し、画像を描写しないウェブブラウザのこと。
テキストブラウザでは画像の代わりにalt属性の内容が描写される。帯域幅の少ない状況ではダウンロードサイズが少ないため、画像も描写するブラウザよりも描写が早くなる。また、一般的なブラウザではCSS、JavaScript、タイポグラフィといった機能がCPUリソースを消費するため、それがないテキストブラウザは必要なCPUリソースがより少ない。
テキストブラウザは視覚障害者に役に立ち、特にウェブページの内容を読み上げる音声合成（テキスト音声合成）ソフトウェアと併用されることが多い。このようなアクセシビリティを確認するために使用されることもある。

## テキストブラウザの一覧
- Browsh（英語版）
- ELinks[1]
- Eww
- Line Mode Browser
- Links[1]
- Lynx[3][1]
- w3m[4][1]
- WebbIE（英語版）